# Rain (Mortal Kombat)
Pour les articles homonymes, voir Rain.
Rain est un personnage fictif de la série de jeu de combat Mortal Kombat. Le personnage est une palette swap mauve des autres ninjas existant de la série (Sub-Zero, Scorpion, Reptile) et est présenté la première fois en 1995 dans Ultimate Mortal Kombat 3.

## Conception et gameplay
Rain a été créé par Ed Boon à l'origine en tant que teaser, ajoutant la couleur mauve comme palette swap à la dernière minute. Ed Boon déclara lors d'une interview en 2011 qu'il se posait la question sur la couleur d'un ninja qui n'avait pas encore été réalisée et  qu'il était probablement en train d'écouter l'album Purple Rain de Prince lors du développement du jeu. Mais le jeu étant déjà terminé, Ed Boon pirate alors via le « mode de démonstration » (Attract-Mode) une petite séquence rapide où Rain apparaissait dans un combat avec Shao Kahn dans le but de rendre fous les joueurs. Ed Boon ajoute que l'équipe de développement a donné de nouveaux mouvements pour Rain pour Mortal Kombat Trilogy et qu'il est devenu ainsi, un nouveau personnage.
Rain est le dixième ninja humain à avoir changé de palette de couleurs dans la série Mortal Kombat. Son uniforme dans le mode de démonstration était initialement de couleur bordeaux, qui a été modifiée en violet traditionnel dans les versions console d'Ultimate Mortal Kombat 3 et de Mortal Kombat Trilogy. Son attaque a tiré parti de la puissance du temps, ayant le pouvoir de capter l'eau et la foudre. Lors d'une victoire, Rain a la même posture que celle de Reptile et empreinte le mouvement « Telekinetic Slam » d'Ermac pour son coup de foudre, qui consiste à faire rebondir ses adversaires dans les airs et permettant d'enchaîner un combo. Son coup de pied circulaire était unique dans la série car il permettait d'envoyer ses adversaires sur le côté opposé de l'écran. L' « Animality (en) » de Rain le transforme en éléphant de Bornéo qui trompe la peau de son adversaire.
Rain n'est plus présent dans la liste des combattants dans Mortal Kombat 4 et les épisodes suivants, il ne revient qu'en 2006 avec la sortie de Mortal Kombat: Armageddon où il reçoit une nouvelle identité bien distincte. La couleur mauve est nettement moins accentuée pour son uniforme, les couleurs noires et or sont principalement mises à en avant pour représenter le nouveau design de Rain. Le personnage est aussi doté d'une cape et son masque ne recouvre maintenant qu'une partie de son visage, où l'on peut notamment distinguer de long cheveux noirs attachés dans un chonmage. Dans les visuels officiels de Mortal Kombat: Armageddon, Rain est affiché brandissant une paire de couteaux courbés, mais il ne les utilise jamais réellement dans le jeu, à la place, il utilisé une épée comme arme. En plus du design, sa liste de mouvements a également été étoffée dans Armageddon, recevant plus de coups spéciaux à base d'eau. Pour le reboot de Mortal Kombat paru en 2011, Rain n'est pas inclus dans la liste d'origine, mais il est par la suite ajouté via DLC, trois mois seulement après la sortie du jeu,.

## Histoire
Enfant, Rain est emmené clandestinement hors de son pays natal Edenia, au milieu de la prise de contrôle du royaume par l'empereur d'Outworld, Shao Kahn, tandis que son père restait pour remplir ses fonctions de général des armées d'Edenia, mais il a été exécuté et ses armées écrasées lors de l'invasion. Des milliers d'années plus tard, durant les événements de Mortal Kombat Trilogy, Rain refait surface lors de l'invasion de Kahn sur Terre avant le troisième tournoi, et se fait attaquer par les brigades de Kahn. Ne voulant pas souffrir de leur main, il choisit de tourner le dos à sa patrie et de se ranger du côté de Kahn, qui le forme comme assassin aux côtés de Kitana et Jade avant de les enrôler dans un combat contre les guerriers de la terre. Cependant, Kahn ne parvient pas à dominer Earthrealm et Rain sera absent de la série jusqu'à Mortal Kombat: Mystification via le Konquest Mode, où il demande à Shujinko de trouver un poignard appartenant à Goro, qu'il garde à son tour jusqu'à ce qu'il soit assommé par Jade.
Mortal Kombat: Armageddon marque le retour de Rain en tant que personnage jouable après une décennie. Il fait partie de l'un des dix-sept personnages du jeu à recevoir une biographie officielle, il joue son plus grand rôle dans la continuité de la série originale en apprenant son véritable héritage édénien du sorcier Quan Chi, qui révèle à Rain un secret que son défunt père avait essayé de lui cacher. Il lui révèle qu'il est en fait un descendant direct d'Argus, le dieu protecteur d'Edenia, en plus d'être le demi-frère de Taven et de son frère Daegon, tous deux favorisés par leur père pour assumer son rôle de protecteur d'Edenia. Il commence par conséquent à se désigner lui-même comme un prince du royaume, comme on le voit dans le mode Konquest d'Armageddon, mais il choisit toujours de se battre indépendamment du côté du mal. Rain affronte Taven à Arctika mais est vaincu au combat et s'enfuit dans un portail.
Son scénario est modifié lors du reboot de Mortal Kombat en 2011, qui ne fait aucune mention de son père ou de ses frère et sœurs, le décrivant plutôt comme étant devenu orphelin très jeune par la conquête d'Edenia par Kahn et élevé sous la protection de résistants édeniens. Alors qu'il acquiert une réputation de guerrier exceptionnel, son niveau d'arrogance grandit avec, et lorsqu'on lui refuse la direction de la résistance, il les trahit à leur ennemi juré (non identifié). Cela attire l'attention de Kahn, qui offre à Rain avide de pouvoir une armée à lui en échange de ses services. Cependant, on apprend dans la cinématique de fin de Rain que Kahn n'avait pas l'intention de remplir sa part du marché. Rain le tue donc au combat et finit par sauver Earthrealm, ce qui lui vaut d'être remercié par Raiden, qui l'informe également qu'il est le fils d'Argus.